# Lowe-Spitzmaus
Die Lowe-Spitzmaus (Chodsigoa parca) ist eine Spitzmausart aus der Gattung der Chodsigoa. Sie kommt in Teilen der Volksrepublik China sowie im nördlichen und östlichen Myanmar, dem nördlichen Thailand und dem nördlichen Vietnam vor.

## Merkmale
Mit einer Kopf-Rumpf-Länge von 6,8 bis 8,4 Zentimetern und einem Gewicht von 7 bis 9,5 Gramm zählt die Lowe-Spitzmaus zu den mittelgroßen Spitzmausarten. Der Schwanz erreicht eine Länge von 74 bis 108 Millimetern und ist damit deutlich länger als der Körper, der Hinterfuß ist 15 bis 20 Millimeter lang und die Ohrlänge beträgt 8 bis 10 Millimeter. Die Rücken- und Bauchfarbe ist schiefergrau mit bräunlichem Einschlag, wobei der Bauch etwas heller ist. Der Schwanz ist an der Oberseite braun und unterseits cremeweiß; er erscheint nackt, ist jedoch mit kurzen, braunen Haaren bedeckt, die in einem Büschel an der Schwanzspitze enden. Die Oberseiten der Füße erscheinen durch die Haut cremeweiß und erhalten durch die braune Behaarung einen hellbräunlichen Farbschlag. Im Vergleich zu der sehr ähnlich aussehenden Chodsigoa smithii ist die Art etwas kleiner und etwas heller gefärbt.
| 1 | · | 3 | · | 1 | · | 3 | = 28 |
| 1 | · | 1 | · | 1 | · | 3 | = 28 |

Der Schädel von Chodsigoa parca hat eine Länge von 19 bis 21 Millimetern, der Hirnschädel ist deutlich aufgewölbt. Im Vergleich zu Chodsigoa smithii ist der Schnauzenbereich schmaler und verjüngt sich weniger im Bereich des Praemaxillare. Wie alle Arten der Gattung besitzt die Art im Oberkiefer pro Hälfte einen Schneidezahn (Incisivus) und danach drei einspitzige Zähne, einen Vorbackenzahn (Praemolar) und drei Backenzähne (Molares). Im Unterkiefer besitzt sie dagegen einen einzelnen Eckzahn (Caninus) hinter dem Schneidezahn. Insgesamt verfügen die Tiere damit über ein Gebiss aus 28 Zähnen. Die Zahnwurzeln sind wie bei den meisten Rotzahnspitzmäusen rot gefärbt.

## Verbreitung

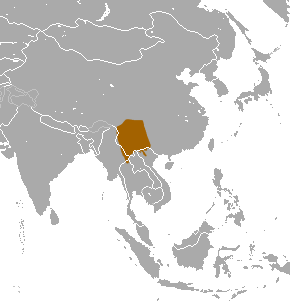
Verbreitungsgebiete (braun) der Lowe-Spitzmaus

Die Lowe-Spitzmaus kommt in Teilen der Volksrepublik China in den Provinzen Sichuan, Yunnan und Guizhou sowie im nördlichen und östlichen Myanmar, dem nördlichen Thailand und dem nördlichen Vietnam vor. Zudem werden Vorkommen in Laos angenommen, wo die Art jedoch noch nicht nachgewiesen wurde.
Die Höhenverbreitung für die Art liegen zwischen 1500 und 3000 Metern. Dabei wurden in Vietnam Höhen von 1500 bis 2000 Metern im Bereich des Berges Tay Con Linh II nahe der chinesischen Grenze dokumentiert, in Yunnan wurden Tiere bis 3000 Meter Höhe nachgewiesen. Zu Chodsigoa smithii lebt die Art weitgehend allopatrisch, für mindestens einen Fundort ist jedoch ein sympatrisches Vorkommen nachgewiesen. In Vietnam kommt sie am gleichen Fundort wie die von dort erstbeschriebene Chodsigoa caovansunga.

## Lebensweise
Über die Lebensweise dieser Art liegen wie bei den meisten anderen asiatischen Spitzmäusen nur sehr wenige Daten vor. Wie alle Spitzmäuse ernährt sich auch die Lowe-Spitzmaus von wirbellosen Tieren und lebt am Boden. In Vietnam wurden die Tiere in Bambuswäldern gefunden.

## Systematik
Die Lowe-Spitzmaus wird als eigenständige Art innerhalb der Gattung Chodsigoa eingeordnet, die aus acht Arten besteht. Die wissenschaftliche Erstbeschreibung stammt von Glover Morrill Allen aus dem Jahr 1923 anhand eines Individuums aus dem Westen der chinesischen Provinz Yunnan. Die Art wurde längere Zeit als Unterart von Chodsigoa smithii eingeordnet, seit den 1980er Jahren erhielt sie jedoch erneut Artstatus.
Innerhalb der Art werden neben der Nominatform Chodsigoa parca parca mit Chodsigoa parca furva und Chodsigoa parca lowei zwei weitere Unterarten unterschieden.

## Bedrohung und Schutz
Die Lowe-Spitzmaus wird von der International Union for Conservation of Nature and Natural Resources (IUCN) aufgrund des relativ großen Verbreitungsgebiets sowie der angenommenen Bestandsgröße als nicht gefährdet („least concern“) eingestuft. Konkrete Bestandszahlen und Gefährdungen für die Art sind nicht bekannt; eine potenzielle Gefährdung könnte durch die Rodung von Wäldern bestehen.

## Belege
1. 1 2 3 4 5 6 7 8  Robert S. Hoffmann, Darrin Lunde: Lowe's shrew.  In: Andrew T. Smith, Yan Xie: A Guide to the Mammals of China. Princeton University Press, Princeton NJ 2008, ISBN 978-0-691-09984-2, S. 308.
2. 1 2 3 4 5  Darrin P. Lunde, Guy G. Musser, Nguyen Truong Son: A survey of small mammals from Mt. Tay Con Linh II, Vietnam, with the description of a new species of Chodsigoa (Insectivora: Soricidae). In: Mammal Study. Bd. 28, Nr. 1, 2003, ISSN 1343-4152, S. 31–46, doi:10.3106/mammalstudy.28.31, Volltext.
3. 1 2 3 4 5  Chodsigoa parca in der Roten Liste gefährdeter Arten der IUCN 2013.1. Eingestellt von: F. Chiozza, 2008. Abgerufen am 28. Juli 2013.
4. 1 2 3 4  Chodsigoa parca. In: Don E. Wilson, DeeAnn M. Reeder (Hrsg.): Mammal Species of the World. A taxonomic and geographic Reference. 2 Bände. 3. Auflage. Johns Hopkins University Press, Baltimore MD 2005, ISBN 0-8018-8221-4.